# Gaya peruviana
Gaya peruviana är en malvaväxtart som beskrevs av Oskar Eberhard Ulbrich. Gaya peruviana ingår i släktet Gaya och familjen malvaväxter. Inga underarter finns listade i Catalogue of Life.